# Epicoccum nigrum
Epicoccum nigrum är en lavart som beskrevs av Link 1815. Epicoccum nigrum ingår i släktet Epicoccum och familjen Pleosporaceae.  Arten är reproducerande i Sverige. Inga underarter finns listade i Catalogue of Life.